# Sarah Kohr – Teufelsmoor
Sarah Kohr – Teufelsmoor ist ein deutscher Fernsehfilm von Marcus O. Rosenmüller aus dem Jahr 2020 und der vierte Teil der Kriminalfilmreihe Sarah Kohr mit Lisa Maria Potthoff in der Titelrolle der Ermittlerin. Die Episode wurde am 6. April 2020 im ZDF als Fernsehfilm der Woche erstmals im deutschen Fernsehen ausgestrahlt.
Sarah Kohr erschießt einen 15-jährigen Jungen, der eine Tankstelle ausrauben will. Ihre Ermittlungen bringen sie auf die Spur der Revolutionären Zellen.

## Handlung
Sarah Kohr ist mit ihrer Mutter unterwegs zum Grab ihres Vaters. Als sie an einer Tankstelle Rast machen, wird Kohr Zeugin eines Überfalls. Der maskierte Täter will fliehen und greift Kohr an. Als er dann auch noch auf sie schießt, verteidigt sie sich ebenfalls mit ihrer Waffe. Der schwer verletzte Jugendliche wird in die Klinik gebracht und ärztlich versorgt, wo er allerdings einige Tage später verstirbt. Kohr ist ebenso erschrocken über das Geschehene wie der Tankwart und die Angehörigen des Opfers. Sie möchte herausfinden, woher Lukas Ladewig die Waffe hatte. Nach Analyse des Projektils steht fest, dass die Pistole schon einmal vor 25 Jahren benutzt wurde – in den Kreisen der Revolutionären Zellen. Gefasst wurde seinerzeit Reinhard Selig, der inzwischen seine Freiheitsstrafe abgesessen hat. Seine beiden Komplizen wurden bis heute nicht gefasst und er hat sie nie preisgegeben. Sarah Kohr lässt sich von Lukas’ Freundin zeigen, woher der Junge die Waffe hatte. Jule Hohenbek führt die Kommissarin in einen alten Bunker im nahegelegenen Teufelsmoor. Hier sind allerdings inzwischen alle Sachen verschwunden, die Lukas und Jule dort entdeckt hatten. Anhand von Handyfotos, die Jule der Ermittlerin zur Verfügung stellt, handelt es sich dabei um Munition und Waffenteile. Aufgrund der davon ausgehenden terroristischen Gefahr sind eigentlich Sonderfahnder zuständig, doch Sarah Kohr will selbst den Fall zu Ende bringen. Als sie sich im Teufelsmoor umsieht und dort ein versunkenes Auto entdeckt, wird plötzlich auf sie geschossen.
Sarah Kohr trifft bei ihren Ermittlung auf wenig Sympathie seitens der Dorfbewohner. Daher ist sie davon überzeugt, dass hier alle Bescheid wissen. Allerdings ist ihr nicht klar, welches Geheimnis das Dorf hier mit allen Mitteln hüten will. Nachdem der Wagen aus dem Moor geborgen worden ist, steht fest, dass es das Fluchtauto der damaligen Terroristen ist. Nach Aussage des Bürgermeisters Grebe hätten sie das Auto nach einer Kollision mit einem Baum verlassen aufgefunden und sich die dort verbliebenen Koffer angeeignet. Das darin befindliche Geld hätten sie untereinander aufgeteilt, was heute als Straftat verjährt wäre. Kohr zweifelt diese Erklärung an und als die Leichen der beiden Terroristen im Moor gefunden werden, steht der Bürgermeister des Dorfes unter Verdacht. Dieser beteuert allerdings, dass die beiden durch den Autounfall gestorben wären und er dies nicht zu verantworten habe.
Kurz nachdem Lukas gestorben ist, wird sein Vater erhängt aufgefunden. Gesa Ladewig ist davon überzeugt, dass Jan sich nicht selbst umgebracht hat. Sie bittet Sarah Kohr herauszufinden, wer ihrem Mann dies angetan hat.
So stellt sich am Ende heraus, dass es sich bei den Moorleichen nicht um die Terroristen handelt, sondern um zwei Dorfbewohner, die den Autounfall nicht überlebt hatten. Man hat sie gegen die Flüchtigen „ausgetauscht“, was die Terroristen dem Dorf mit dem Geld aus ihren Banküberfällen honoriert hatten. Als Katrin und Wolfgang Hohenbek konnten sie daraufhin 25 Jahre lang ein relativ ungestörtes Leben führen. Medienberichte und eine Nachfrage Kohrs bei Reinhard Selig hat diesen hellhörig werden lassen und so hofft er nun, die damals verlorenen Gelder und die Waffen aufspüren zu können. Um die Hohenbeks zur Kooperation zu zwingen, bringt er deren Tochter in seine Gewalt und äußert, dass er zuvor bereits Lukas Ladewig sowie dessen Vater in die Mangel genommen hätte, was aber leider keinen Erfolg brachte. Lediglich der Bürgermeister hätte ihm einen Teil der Waffen ausgehändigt, nachdem er ihn „besucht“ hatte.
Sarah Kohr findet zufällig die gefesselte Jule Hohenbek. Als Reinhard Selig hinzukommt, setzt sie ihn außer Gefecht und eilt mit Jule ins Dorf, wo sie einen Schuss vernommen hatte. Hier muss sie sich gegen den Bürgermeister und seine Handlanger zur Wehr setzen, die noch immer um jeden Preis ihre „heile Welt“ erhalten wollen. Die Hohenbeks helfen ihnen – schließlich können sie ihrer Vergangenheit nicht länger davonlaufen. Nach erfolgreicher Beendigung der Blockade durch die Dorfbewohner werden die Hauptschuldigen festgenommen, ebenso Jules Eltern und Reinhard Selig.

## Hintergrund
Die Dreharbeiten zu Teufelsmoor fanden vom 19. Februar bis zum 2. März 2019 in Hamburg und Umgebung statt.
Die Szenen im Moor wurden dabei im bekannten Himmelmoor bei Quickborn gedreht, darunter die Drohnenaufnahmen zu Beginn, die Außenszenen am Bunkereingang, die Bergung der Moorleichen sowie der Kampf im Moor.
Weitere Drehorte waren rund ums Teufelsmoor bei Osterholz-Scharmbeck (Szene mit angeblichem Unfallbaum, Kreuzung nahe Friedensheim Bornreiher Straße (Bushaltestelle)) sowie bei Bad Segeberg (Tankstellen-Szene).

## Rezeption

### Einschaltquote
Die Erstausstrahlung von Sarah Kohr – Teufelsmoor am 6. April 2020 im ZDF erreichte 8,47 Millionen Zuschauer bei einem Marktanteil von 24,8 Prozent.

### Kritik
Teufelsmoor „verblüfft mit einigen unerwarteten Wendungen und ist durchgehend fesselnd, zumal die Hauptdarstellerin erneut einige Male ihr Kampfgeschick beweisen darf.“ meinte Tilmann P. Gangloff auf tittelbach.tv „Der Krimi ist i.w. S.d.W. sehenswert: Die Bildgestaltung bemüht sich immer wieder um besondere Blickwinkel. Und auch hörenswert: Boris Bojadzhiev sorgt mit seiner Thriller-Musik dafür, dass sich die Spannung zunächst hintergründig aufbaut, bis sie schließlich zupackt und nicht mehr loslässt. Eher überflüssig ist hingegen ein Zickenkrieg zwischen der Heldin und der Ex-Frau ihres Geliebten.“
Hans Czerny von Prisma.de wertete: „Deutsche können keine Komödien, so hört man immer wieder. Aber Thriller können sie offensichtlich noch viel weniger. Das ist nun schon ein arges Machwerk, mit dem sich da Marcus O. Rosenmüller (Regie) und Timo Berndt (Drehbuch) auf vermintes linksterroristisches Gelände begeben. Die erstaunlichen Krav-Maga-Balletteinlagen der Lisa Maria Potthoff – ‚Polizei!‘ – ändern daran leider auch nicht viel. Sie wirken gegenüber dem Rest des Films eher reichlich aufgesetzt.“
Bei der FAZ schrieb Kai Spanke: „Never change a winning team. Den Spruch des englischen Fußballtrainers Alfred Ramsey haben sich die Macher der ZDF-Krimireihe ‚Sarah Kohr‘ zu Herzen genommen. Warum auch nicht, schließlich sind die gleichnamige Protagonistin und ihr Anhang eine gut funktionierende Equipe im deutschen Fernsehen. Sie erinnern an Zeiten, als Actionhelden nach einem Schlag auf den Kopf kurz die Nase rümpften und dann alle Gegner zu Brei verarbeiteten.“
Julian Miller von quotenmeter.de urteilte: „Wirklich etwas zu erzählen hat ‚Teufelsmoor‘ leider nicht: weder zur Schuld, die die Hauptfigur nun mit sich herumträgt, […] noch über das inzestuös miteinander verbandelte, düstere Dorf.“ „Das Klischee ist diesem Film Stofffülle genug.“